# Elisa Aguilar
Elisa Aguilar (15 de outubro de 1976) é uma basquetebolista profissional espanhola.

## Carreira
Elisa Aguilar integrou Seleção Espanhola de Basquetebol Feminino em Jogos Olímpicos de Pequim 2008, terminando na quinta posição.